# Pandolf II de Capoue
Pour les articles homonymes, voir Pandolf.
Pandolf II de Capoue surnommé le Noir (latin Niger) ou  le Jeune prince de Capoue de 1014 à 1022.

## Biographie
Pandolf II devient prince de Capoue en juillet 1007 à la mort de son père Landolf VII de Sainte-Agathe. Comme il est encore mineur, c'est son oncle Pandolf II de Bénévent qui s'empare de la principauté de Capoue et règne sous le nom de « Pandolf III  » à partir de 1008. À la mort de ce dernier en 1014, Pandolf II le Jeune doit encore partager le trône avec son cousin Pandolf IV de Capoue, corégent de 1016 à 1020. Il meurt peu après en 1022 sans avoir jamais véritablement gouverné.

## Sources
- Jules Gay L'Italie méridionale et l'Empire byzantin depuis l'avènement de Basile Ier jusqu'à la prise de Bari par les Normands (867-1071) Albert Fontemoing éditeur, Paris 1904 p. 636.
- Venance Grumel Traité d'études byzantines La Chronologie: Presses universitaires de France Paris 1958, « Princes Lombards de Bénévent et de Capoue » p. 418-420.